# شيخ إبراهيم الثاني
شيخ إبراهيم الثاني هو الشروانشاه الأربعين.

## الصعود إلى السلطة
لا يُعرف الكثير عن طفولته. هرب إلى نوشهر بعد الهزيمة الكارثية التي تعرض لها أخاه غازي بك. هرب إلى كيلان حيث اختبأ لمدة عامين بعد أن سمع أنباءً عن ملاحقته من قبل الحاكم الصفوي إسماعيل الأول. وفي عام 1502، اندلع تمرد في شروان وتم عزل ابن أخيه سلطان محمود. دعا السكان المحليون إبراهيم إلى عرش شروان في نفس العام.

## فترة حكمه
في السنة الثالثة من حكمه، حاصر الشاه إسماعيل الأول قلعة جولستان من أجل استعادة محمود الذي فر إلى بلاطه بعد عزله. وبعد ثلاثة أشهر من الحصار وبشكل غير متوقع، قام عبد لمحمود بقطع رأسه ليلاً وأرسل رأسه إلى إبراهيم. تحمس شيخشاه بسبب هذه الأخبار فقام فجأة بغارة على القوات الصفوية المحاصرة وأجبرهم على الفرار. وعلى الرغم من انتصاره، قَبِل أن يكون تابعًا لإسماعيل. 

## علاقاته مع الصفويين
تمرد الشيخشاه ضد الصفويين في عام 1507 لكنه اضطر إلى إبرام السلام مرة أخرى في عام 1509، ثم قام بزيارة تبريز عام 1518 كضيف على إسماعيل الأول. واستجابة لولائه عرض إسماعيل خطبة ابنته للأمير خليل ابن إبراهيم. وفي عام 1523، تزوج إسماعيل من ابنة شيخشاه.